# Tanacetipathes squamosa
Tanacetipathes squamosa är en korallart som först beskrevs av Koch 1886.  Tanacetipathes squamosa ingår i släktet Tanacetipathes och familjen Myriopathidae. Inga underarter finns listade i Catalogue of Life.